# 펜트하우스 코끼리
"펜트하우스 코끼리"는 정승구 감독의 2009년 영화이다. 상류층의 허영과 욕망에 대한 이야기이다.

## 출연진
- 장혁 - 현우 역
- 조동혁 – 민석 역
- 이상우 – 진혁 역
- 이민정 – 수연 역
- 황우슬혜 – 장선생/마리 역
- 장자연 – 혜미 역
- 전세현 – 미영 역
- 정인기 – 형사 역
- 박진우 – 원무과장 역
- 윤설희 – 교복걸 역
- 최문경 – 여기자 역
- 박수진 – 지나 역
- 신종훈 – 앵커남 역
- 이도영 – 동원 역
- 노기홍 – 제작이사 역
- 라미란 – 중년 여선생 역
- 박정윤 – 대구 여고생 역
- 강성범 – 헬스남 역
- 민우기 – 골프남 1 역
- 이은수 - 어린 현우 역
- 김승언 - 어린 진혁 역
- 박초롱 - 지나가는 여자 역
- 고명희 - 바텐더 역
- 한지형 - 이 간호사 역
- 수지 - 마사지걸 역
- 신현아 - 수술환자 역
- 인지희 - 대형룸걸 1 역
- 박희정 - 대형룸걸 2 역
- 김단비 - 대형룸걸 3 역
- 노원석 - 룸 부장 역
- 노기홍 - 제작이사 역
- 김승현 - 오디션 감독 역
- 하준원 - 오디션 PD 역
- 이하나 - 웨이트리스 역
- 정승구 - 정신과 상담의 역
- 한서주 - 대구 여고생 역
- 조수현 - 유진 역
- 김기호 - 사진 작가 역
- 손기홍 - 경찰서 앞 범인 역
- 우상전 - 노신사 역
- 강동균 - 경호원 역
- 변희봉 – 동물원 관계자 역 (특별출연)